# نغ لاب سينغ
ديفيد نغ لاب سينج (بالصينية: 吳立勝) (من مواليد يونيو 1948)   هو رجل أعمال عقاري صيني مقيم في ماكاو، ورئيس مجموعة صن كيان ايب (新建 业 集团). وهو عضو في اللجنة الوطنية للمؤتمر الاستشاري السياسي للشعب الصيني .

## التحقيق الجنائي
يخضع نغ لاب سينغ للتحقيق في أمريكي، ويواجه تهمة الرشوة وغسل الأموال، لأنه يزعم أنه دفع رشاوى عبر وسطاء ماقدرا 500000 دولار أمريكي لرئيس الجمعية العامة السابق للأمم المتحدة جون وليام آش .   وفي أكتوبر 2015 ، تم احتجازه في شقته في مدينة نيويورك ووضعة في اقامة جبرية مقابل كفالة قدرها 50 مليون دولارًا أمريكيًا.  واعتبارًا من يناير 2016 ، أقر اثنان من المشتبه بهم بالذنب.  في مارس 2016 ، أقر المشتبه به الثالث، فرانسيس لورنزو، نائب سفير الأمم المتحدة من جمهورية الدومينيكان بأنه مذنب.  يقدر المدعون العامون في الولايات المتحدة أن ثروة نغ لاب تتجاوز المليار دولار أمريكي.  كان نغ لاب سينغ أيضًا جزءًا من فضيحة جمع التبرعات الديمقراطية عندما كان بيل كلينتون رئيسًا، وتم ذكرها في وثائق بنما .  في يوليو 2017 ، وجدت المحكمة الجزئية الأمريكية في مانهاتن. نغ لاب مذنب بجميع التهم التي وجهها إليه بعد محاكمة استمرت شهرًا.  